# Baba O'Riley
Baba O'Riley är en låt av The Who. Låten är öppningsspår på gruppens studioalbum Who's Next från 1971. Låten komponerades av Pete Townshend och var ursprungligen tänkt att ingå i den sedermera skrotade rockoperan Lifehouse. Den är döpt efter Meher Baba och Terry Riley, två personer som inspirerade Townshend. Den släpptes som singel i några europeiska länder och nådde listplacering i Nederländerna. På de flesta av dessa utgåvor var b-sidan "My Wife", men "I Can't Explain" användes som b-sida på några utgåvor.
Trots att den inte släpptes som singel varken i USA eller Storbritannien tillhör den gruppens kändaste låtar, ibland känd som "Teenage Wasteland" på grund av den frekvent upprepade frasen i låten. Den har senare setts som en mycket inflytelserik låt och finns med i såväl Rolling Stones lista The 500 Greatest Songs of All Time, som Rock and Roll Hall of Fames lista "500 låtar som skapade rock'n'roll".